# 프레데리쿠 호드리게스 산투스
프레데리쿠 호드리게스 지 파울라 산투스(포르투갈어: Frederico Rodrigues de Paula Santos, 1993년 3월 5일 ~ )는 프레드(Fred)라는 이름으로 알려져 있는 브라질의 축구 선수로 포지션은 미드필더이며, 현재 튀르키예 쉬페르리그의 페네르바흐체에서 뛰고 있다.

## 국제 경력
프레드는 2013년 남미 청소년 축구 선수권 대회에서 브라질 U-20 대표팀으로 3차례 경기에 출전했다. 그는 2015년 11월에 브라질 U-23 대표팀으로 두 경기에 출전했으며 두 경기 모두 미국 U-23 대표팀과 맞붙었다.
2014년 11월 12일 이스탄불에서 열린 터키 대표팀과의 경기에서 브라질 국가대표팀 데뷔전을 치렀으며, 교체 선수로 나와 4-0으로 승리를 거두었다. 루이즈 구스타보의 부상으로 2015년 칠레에서 개최된 2015년 코파 아메리카 브라질 대표팀에 소집되었고, 브라질은 그룹 C에서 첫 두 경기에 출전하여 8강에 진출했다.
원래 그는 브라질 U-23 대표팀으로 2016년 하계 올림픽 축구 대회에 소집되었다. 그러나 샤흐타르 도네츠크가 토너먼트 출전을 허용하지 않아 그는 대표팀에 출전하지 못하였고, 대신 왈라세가 투입되었다.
2018년 5월 치치 감독의 최종 23인 명단에 이름을 올려 러시아에서 개최된 2018년 FIFA 월드컵에 참가했지만, 토너먼트에서 경기에 출전하지 않았다.
2021년 6월에는 홈 그라운드에서 열린 2021년 코파 아메리카 브라질 대표팀에 이름을 올렸다.
2022년 11월 7일에는 2022년 FIFA 월드컵 브라질 대표팀 명단에 이름을 올렸다.

## 도핑 사건
프레드는 2015년 코파 아메리카에서 채취된 검체에서 금지된 다이우레틱인 하이드로클로로티아지드에 양성 반응을 보였다. 2015년 7월, 그는 두 번째 샘플 분석 결과를 기다리면서 무죄를 주장하는 성명을 발표했다. UEFA는 원정선에서 차량 리그 3차 예선 경기에 출전했던 프레드를 둘러싼 페네르바체의 항의에 따라 2015-16 시즌 시작 전 샤흐타르 도네츠크의 출전 허용을 승인했다.
2015년 12월 15일, CONMEBOL로부터 1년 동안 CONMEBOL 주최 경기에 출전할 수 없도록 정지 처분을 받았지만, 샤흐타르에서는 축구를 계속 할 수 있도록 허가되었다. 2016년 2월 5일, FIFA는 2015년 6월 27일부터 한 해 동안 세계 어느 곳에서도 축구를 하지 못하도록 그의 정지를 연장했다. 2016년 3월, 세계 항공 기구(WADA)는 CAS(국제 스포츠 법정)에 제소해 그의 정지가 양심적으로 너무 관대하다고 주장했다. 2017년 3월, 프레드가 정지 기간을 마치고 돌아온 후에는 CAS 청문회 이전에 WADA와 합의에 도달하여 2017년 7월까지 축구를 하지 못하게 되었다.